# Melanargia medioitalica
Melanargia medioitalica är en fjärilsart som beskrevs av Ruggero Verity 1913. Melanargia medioitalica ingår i släktet Melanargia och familjen praktfjärilar. Inga underarter finns listade i Catalogue of Life.